# プルシク・ケディリ
ペルシク･ケディリ（英: Persik Kediri）は、インドネシアのジャワ島東部、東ジャワ州の都市クディリを本拠地するサッカークラブである。リーガ・インドネシア所属。「プルシク・クディリ」と発音するのが現地音に最も近い。
ユニフォームの色から、「白虎」の異名を持つ。1994年のプロリーグ発足以来2度の優勝を誇り、ACLの出場経験も持つ。

## 獲得タイトル

### 国内タイトル
- リーガ1：2回
  - 2003, 2006
- リーガ2：2回
  - 2002, 2019
- リーガ3：2回
  - 2000, 2018

### 国際タイトル
- なし

## 歴代所属選手
- 張爍 2010
- メカン・ナシュロフ 2009-2010